# Alexei Fjodorowitsch Lossew
Alexei Fjodorowitsch Lossew (russisch Алексей Фёдорович Лосев; * 11. Septemberjul. / 23. September 1893greg. in Nowotscherkassk; † 24. Mai 1988 in Moskau) war  ein sowjetischer und russischer Philosoph, Klassischer Philologe, Kulturologe, Übersetzer und Schriftsteller, einer der bedeutendsten Vertreter des russischen philosophischen und religiösen Denkens des 20. Jahrhunderts.

## Leben
Lossew studierte 1911 bis 1915 Klassische Philologie und Philosophie an der 
Kaiserlichen Universität Moskau. Dort stellte Lossew seine Abschlussarbeit „Die Weltanschauung des Aischylos“ vor, das von dem berühmten russischen Symbolisten Wjatscheslaw Iwanow hoch geschätzt wurde. Nach seinem Abschluss erhielt er das Angebot, eine Professur anzustreben. Er wurde im Sommer 1914 zu einer wissenschaftlichen Reise nach Berlin geschickt. Dort arbeitete er in der Königlichen Bibliothek zu Berlin und hörte sich die Opern von Richard Wagner an. Der Aufenthalt wurde durch den Ausbruch des Ersten Weltkriegs unterbrochen. Diese Reise war der einzige Auslandsaufenthalt im Leben des Philosophen.
In der Studienzeit und danach arbeitete Lossew bei der Moskauer Religionsphilosophischen Gesellschaft zum Gedenken an Wladimir Solowjow, wo er mit den wichtigsten Philosophen des Silbernen Zeitalters - Nikolai Berdjajew, Simon Frank, Iwan Iljin und Pawel Florenski - zusammentraf.
Lossew unterrichtete an Moskauer Gymnasien und Schulen und bereitete sich gleichzeitig auf die Magisterprüfung vor, die er 1917–21 erfolgreich ablegte. 1919 wurde Lossew Professor für Klassische Philologie an der Universität Nischni Nowgorod. Mitte der 1920er Jahre wurde Lossew zum Mitglied der Kant-Gesellschaft in Berlin gewählt.
Ab 1930 war Lossew staatlichen Repressionen unterworfen. Die in der akademischen Welt bekannte philosophische Zeitschrift „Journal of Philosophical Studies“ des Royal Institute of Philosophy in London informierte über die Verhaftung Lossews im Jahr 1931. Die Verhaftung des Philosophen führte dazu, dass seine Bücher für konterrevolutionär erklärt wurden. Lossew wurde nach Nordsibirien deportiert.

## Wissenschaftliche Tätigkeit
Lossew ist der Autor von Übersetzungen ins Russische von Werken von Aristoteles, Plotin, Sextus Empiricus, Proklos und Nikolaus von Kues, Kallistus Cataphygiotus, Markos Eugenikos und Pseudo-Dionysius Areopagita (von Letzterem ist nur ein Fragment erhalten). Lossew ist Herausgeber der Werke Platons (Bände 1–3, 1968–72) und Verfasser von Monographien zur hellenistisch-römischen Ästhetik (1979) und zur Ästhetik der Renaissance (1978).
Lossews „Geschichte der antiken Ästhetik“ veränderte die traditionellen Vorstellungen über das Altertum. Bücher über antike Ästhetik enthüllten die Feinheiten des antiken Idealismus - von Sokrates, Platon und Aristoteles bis hin zur Negative Theologie von Plotin und den Neuplatonikern. Wie Wladimir Mironow, Mitglied der Russischen Akademie der Wissenschaften, feststellt, "ist die Erkenntnis nach Platon eine der höchsten Formen der ästhetischen Tätigkeit. Dies erklärt den Titel von Lossews Werk „Geschichte der antiken Ästhetik“, das im Wesentlichen eine Geschichte der antiken Philosophie und Kultur im Allgemeinen ist, nicht nur der Ästhetik".
Maria Solopowa, Leitende Wissenschaftlerin am Institut für Philosophie der Russischen Akademie der Wissenschaften, bezeichnet Lossew als den bedeutendsten russischen Philosophen des XX. Jahrhunderts.

## Tod und Ehrungen
Alexei Fjodorowitsch Lossew starb am 24. Mai 1988, dem Jahr des 1000-jährigen Jubiläums der Taufe der Kiewer Rus, in Moskau. Er wurde auf dem Wagankowoer Friedhof beigesetzt, wo auch seine erste Frau begraben ist.
Im Jahr 1989 drehte russischer Dokumentarfilmer Victor Kossakovsky den Film „Lossew“, der auf dem internationalen Dokumentar-, Kurz- und Animationsfilmfestival Message to Man in Sankt Petersburg in Russland mit dem "Silbernen Centaur-Preis" ausgezeichnet wurde.
Im Jahr 1990 wurde Kultur- und Bildungsgesellschaft „Losevskie Gespräche“ gegründet.
Sein 100. Geburtstag im 1993 wurde mit einer internationalen wissenschaftlichen Konferenz an der Staatlichen Lomonossow-Universität Moskau unter der Schirmherrschaft der UNESCO gefeiert. Die Veröffentlichung der gesammelten Werke von Alexei Losev begann.
Im Jahr 1995 wurden Lossews Manuskripte aus den Archiven des FSB zurückgegeben.
Die letzten Wohnräume des Professors wurden musealisiert und beherbergen seit dem Jahr 2000 die Bibliothek für die Geschichte der russischen Philosophie und Kultur sowie das Losev-Haus-Gedenkmuseum (Moskau, Arbatstraße 33/12, Gebäude 1). Am 23. September 2004, dem Geburtstag von Alexei Fjodorowitsch Lossew, fand in dem Haus am Arbat, in dem er fast ein halbes Jahrhundert lang lebte, die offizielle Eröffnung. Am 23. September 2006 wurde im Hof der Bibliothek das erste Lossew-Denkmal in Russland eingeweiht - eine Bronzebüste auf einem Granitsockel von Vasily Gerasimov.